# Riksdagen 1853–1854
Riksdagen 1853–1854 ägde rum i Stockholm.
Ständerna sammanträdde till lagtima riksdag i Stockholm den 21 november 1853. Till lantmarskalk förordnades Henning Hamilton. Talman i prästeståndet var Hans Olof Holmström, som 1852 blivit ärkebiskop. I borgarståndet blev borgmästaren i Norrköping Per Johan Lagergren talman och en av Stockholms representanter, Anders Magnus Brinck, vice talman. I bondeståndet blev Nils Strindlund från Västernorrlands län talman och Adolf Wilhelm Svartling från Östergötlands län vice talman. Till bondeståndets sekreterare förordnades häradshövdingen Johan Roy.
Riksdagen avslutades den 5 december 1854.

## Riksdagsmän
- Prästeståndets ledamöter vid riksdagen 1853–1854